# John Hasbrouck Van Vleck
John Hasbrouck Van Vleck (Middletown, 13 de março de 1899 — Cambridge, 27 de outubro de 1980) foi um físico estadunidense.

## Investigações científicas
Sexta Conferência Solvay (1930). John Hasbrouck van Vleck é o terceiro na linha de trás da direita, entre Yakov Dorfman e Enrico Fermi.
Van Vleck desenvolveu as teorias mecânicas quânticas fundamentais do magnetismo e da ligação em complexos metálicos. Ele foi o primeiro a explicar teoricamente o magnetismo de terras raras através do paramagnetismo de van Vleck.
Van Vleck participou do Projeto Manhattan servindo no Comitê Científico de Los Alamos em 1943. Este comitê decidiu reduzir o tamanho da arma nuclear e acelerar a produção da bomba para entrega na cidade japonesa de Hiroshima.
Em 1977 ele recebeu o Prêmio Nobel de Física, junto com Philip Warren Anderson e Nevill Francis Mott, por suas pesquisas sobre ferromagnetismo e supercondutividade.

## Publicações
- The Absorption of Radiation by Multiply Periodic Orbits, and its Relation to the Correspondence Principle and the Rayleigh–Jeans Law. Part I. Some Extensions of the Correspondence Principle, Physical Review, vol. 24, Issue 4, pp. 330–346 (1924)
- The Absorption of Radiation by Multiply Periodic Orbits, and its Relation to the Correspondence Principle and the Rayleigh–Jeans Law. Part II. Calculation of Absorption by Multiply Periodic Orbits, Physical Review, vol. 24, Issue 4, pp. 347–365 (1924)
- The Statistical Interpretation of Various Formulations of Quantum Mechanics, Journal of the Franklin Institute, vol. 207, Issue 4, pp. 475–494 (1929)
- Quantum Principles and Line Spectra, (Bulletin of the National Research Council; v. 10, pt 4, no. 54, 1926)
- The Theory of Electric and Magnetic Susceptibilities (Oxford at Clarendon, 1932).
- Quantum Mechanics, The Key to Understanding Magnetism, Nobel Lecture, Dez. 8, 1977
- The Correspondence Principle in the Statistical Interpretation of Quantum Mechanics Proceedings of the National Academy of Sciences of USA, vol. 14, pp. 178–188 (1928)